# Philagra kanoi
Philagra kanoi är en insektsart som beskrevs av Matsumura 1940. Philagra kanoi ingår i släktet Philagra och familjen spottstritar. Inga underarter finns listade i Catalogue of Life.